# Леслі Велієнт
Леслі Габрієл Велієнт (англ. Leslie Gabriel Valiant; нар. 28 березня 1946) — британський вчений-теоретик у галузі інформатики, лауреат премії Тюрінга.

## Книги
- Valiant, Leslie (1994). Circuits of the Mind. Oxford University Press. ISBN 978-0195089264. (англ.)
- Valiant, Leslie (2014). Probably Approximately Correct: Nature's Algorithms for Learning and Prospering in a Complex World. Basic Books. ISBN 978-0465060726. (англ.)